# Radio Sotenäs
Radio Sotenäs är en svensk närradiostation som sänder från Kungshamn i Bohuslän över internet, och tidigare på frekvensen 95,3 MHz.
Stationen grundades 1989 och är numera reklamfinansierad. År 2003 fick stationen Sotenäs kommuns kulturpris för att ha verkat som ett ”forum för lokala yttringar”.
Radio Sotenäs avslutade sina sändningar på FM-bandet vid årsskiftet 2023–2024 med att spela Tomas Ledins sång Snart tystnar musiken fram till midnatt. Stationen fortsätter dock sända webbradio.